# Чеза (Казерта)
Чеза је насеље у Италији у округу Казерта, региону Кампанија.
Према процени из 2011. у насељу је живело 8496 становника. Насеље се налази на надморској висини од 45 м.